# Hoher Taunus
Hoher Taunus ist die Bezeichnung einer naturräumlichen Haupteinheit (301) im hessischen Mittelgebirge Taunus für die unmittelbare Umgebung des Taunushauptkamms. Davon zu unterscheiden ist die Bezeichnung Hochtaunus, die im Sinne von Hochtaunuskreis nur den Ostteil um das Feldbergmassiv benennt. Der Hohe Taunus trennt den Vordertaunus im Süden vom Hintertaunus im Norden und umfasst die weitaus meisten der höchsten Berge und Erhebungen des Taunus. Der Ostteil des Naturraums liegt im Naturpark Taunus und der Westteil im Naturpark Rhein-Taunus.

## Geographische Lage
Der Hohe Taunus erstreckt sich als Gebirgskamm in südwestlich-nordöstlicher Richtung vom Mittelrhein gegenüber dem Binger Wald bis zur Wetterau vor Bad Nauheim auf 75 Kilometer (km) Länge bei im Durchschnitt nur 4 bis 5 km Breite. Die schmalste Stelle des Hauptkamms mit nur 2,4 km befindet sich auf der Höhe der Saalburg. Mit 7 km liegt die breiteste Stelle des Naturraums zwischen Presberg und Rüdesheim am Rhein. Von der Maintaunus-Ebene (ca. 100 m ü. NHN) im Süden steigt die Kammzone schnell und steil auf über 600 bis 879 m Höhe an, und überragt diese um 400 bis 600 Meter (m). Nach Norden fällt der Taunuskamm nur um 200 bis 300 m zum Hintertaunus steil ab.
Den geologischen Kern der Taunuskamm-Einheit bilden mehrere Hundert Meter mächtige Schichten Taunusquarzit. Das sehr verwitterungsresistente Gestein bildet viele Gipfel der Kammlinie wie den Großen Feldberg, den mit 879 m höchsten Taunusberg, formt aber auch inselartig nach Süden vorgelagerte Berge wie die Hallgarter Zange, den Schläferskopf, den Kellerskopf und den Altkönig. Streckenweise hat sich aber auch ein Parallelkamm gebildet, namentlich am Theißtal von Niedernhausen, das im Norden und Süden von zwei Kammlinien begrenzt wird.

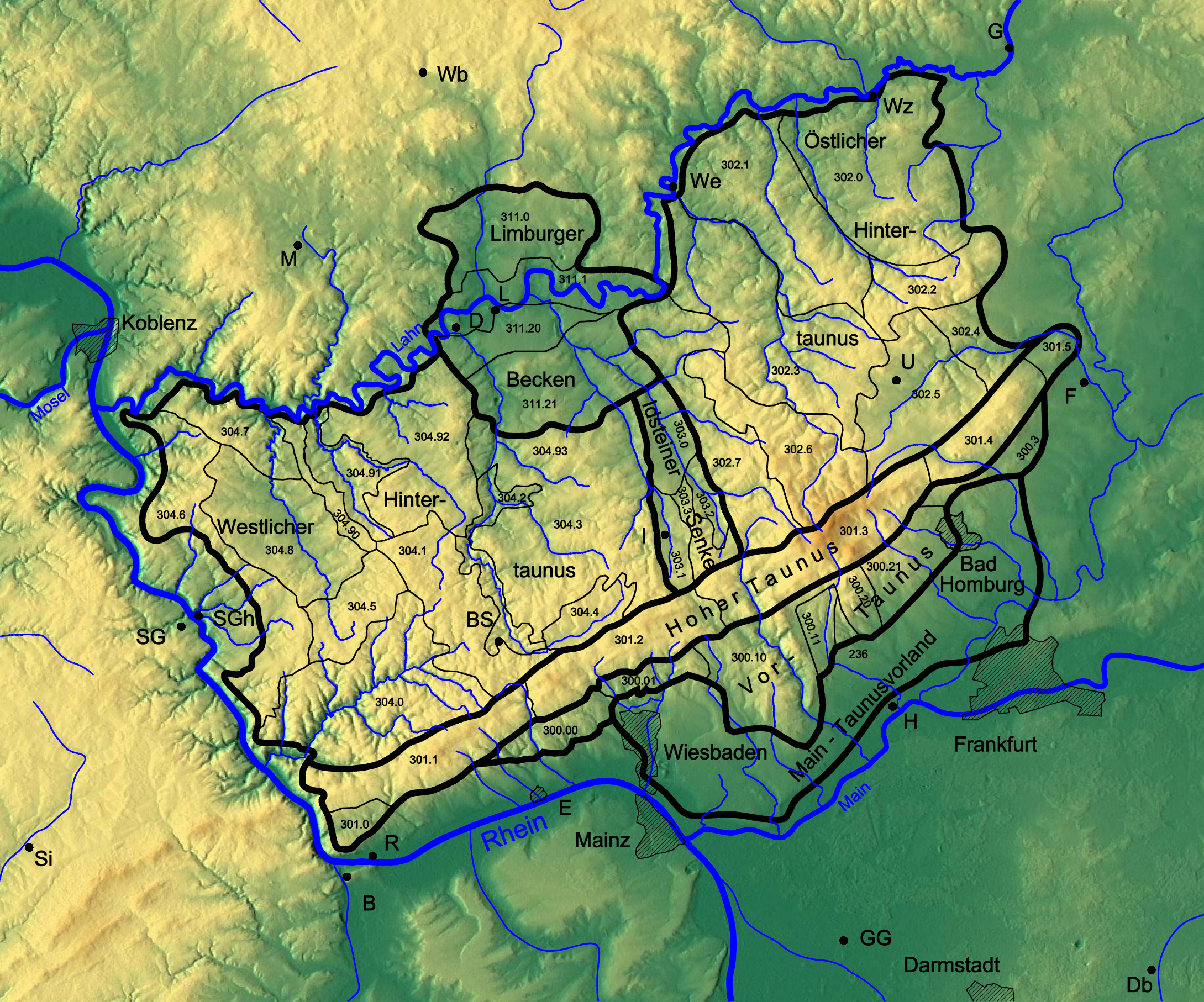
Naturräumliche Gliederung des Taunus

Obgleich Quarzit der Erosion durch Gewässer großen Widerstand entgegensetzt, haben einige nach Süden entwässernde Taunusbäche diese Barriere durchschnitten, und zwar die Walluf, der Schwarzbach mit dem Quellfluss Dattenbach und dem Zufluss Daisbach und der Erlenbach im Köpperner Tal.

## Naturräumliche Gliederung
Nach den Einschnitten in der Kammlinie untergliedert sich der Hohe Taunus naturräumlich wie folgt:
- 301 Hoher Taunus (314,92 km²)
  - 301.0 Niederwald (12,87 km²)
  - 301.1 Rheingaugebirge (76,47 km²)
  - 301.2 Wiesbadener Hochtaunus (71,73 km²)
  - 301.3 Feldberg-Taunuskamm (96,95 km²)
  - 301.4 Winterstein-Taunuskamm (45,80 km²)
  - 301.5 Nauheimer Taunussporn (11,40 km²)

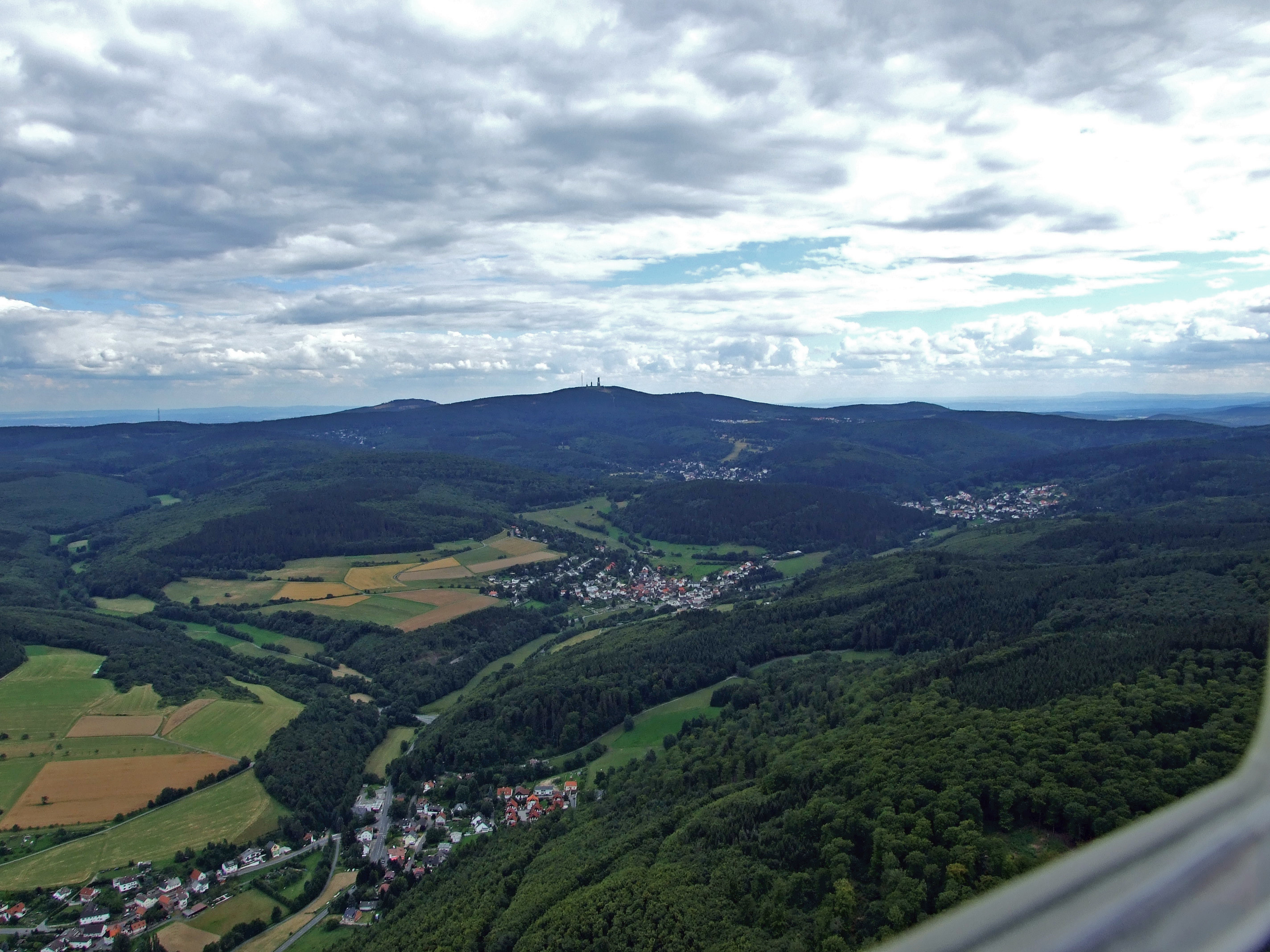
Blick vom Östlichen Hintertaunus zum Hochtaunus; vorne das Dorf Brombach, mittig hinten der Große Feldberg

Besiedelt und landwirtschaftlich genutzt ist der Hohe Taunus nur dort, wo Einschnitte dies angeboten haben. Aulhausen liegt in dem Einschnitt zwischen Niederwald und Rheingaugebirge, Stephanshausen liegt in dem Einschnitt des Elsterbachs, Hausen vor der Höhe an der Passhöhe nach Kiedrich, Schlangenbad und Georgenborn in dem Einschnitt des Walluftals; Königshofen, Niedernhausen, Oberjosbach und Ehlhalten liegen in den Einschnitten von Daisbach und Dattenbach in die doppelte Kammlinie. Schloßborn und Glashütten liegen schließlich an der Westflanke des Feldberg-Taunuskamms, Eppenhain und Seitzenhahn liegen an der Südabdachung zum Vordertaunus.
Der Hohe Taunus zeigt sich, vom Nauheimer Taunussporn und der Gegend um Niedernhausen abgesehen, als ununterbrochener Waldgürtel.
Der Hohe Taunus ist ein Verkehrshindernis für den Nord-Süd-Verkehr. Nur wenige Stellen bieten Übergänge, wo sich der Verkehr durch den Taunus bündelt. Der tiefste Einschnitt liegt bei Niederseelbach mit 351 m Höhe. Viele wichtige Taunusübergänge führen den Verkehr auf mehr als 500 m Höhe.

## Klima
Der Hohe Taunus, ab Höhenlagen über 600 m, hat die höchsten Niederschlagswerte des Taunus, die vor allem das Ergebnis des Steigungs-, aber auch Frontregens, sind. Im Sommer befindet sich das Kondensationsniveau meist oberhalb des Hauptkamms, bei winterlichen Westwinden hingegen umhüllen Wolken oft die Gipfel. Die Westwetterlagen verursachen im Winter (von Oktober bis Januar) einen Stau, der vor allem in den höheren Lagen des Hohen Taunus größere Mengen des Niederschlags bringt. Im Frühjahr verschiebt sich die Hauptwindrichtung nach Nordwest. Damit gekoppelt ist eine Zunahme an Schauern, die sich in niederen Lagen auswirken und eine höhenbedingte Zunahmen der Niederschlagssumme abschwächen.
Die sommerlichen Nordost- und Ostwetterlagen sind nicht selten mit Kaltlufttropfen in der Höhe verbunden, die ergiebige Niederschläge auslösen. Zusammen mit Schauern und Gewittern spenden sie besonders in den niederen Lagen im Juli und August die höchsten Niederschläge.
Das Septemberminimum scheint seine Ursache in den häufiger auftretenden Hochdruckwetterlagen zu haben.

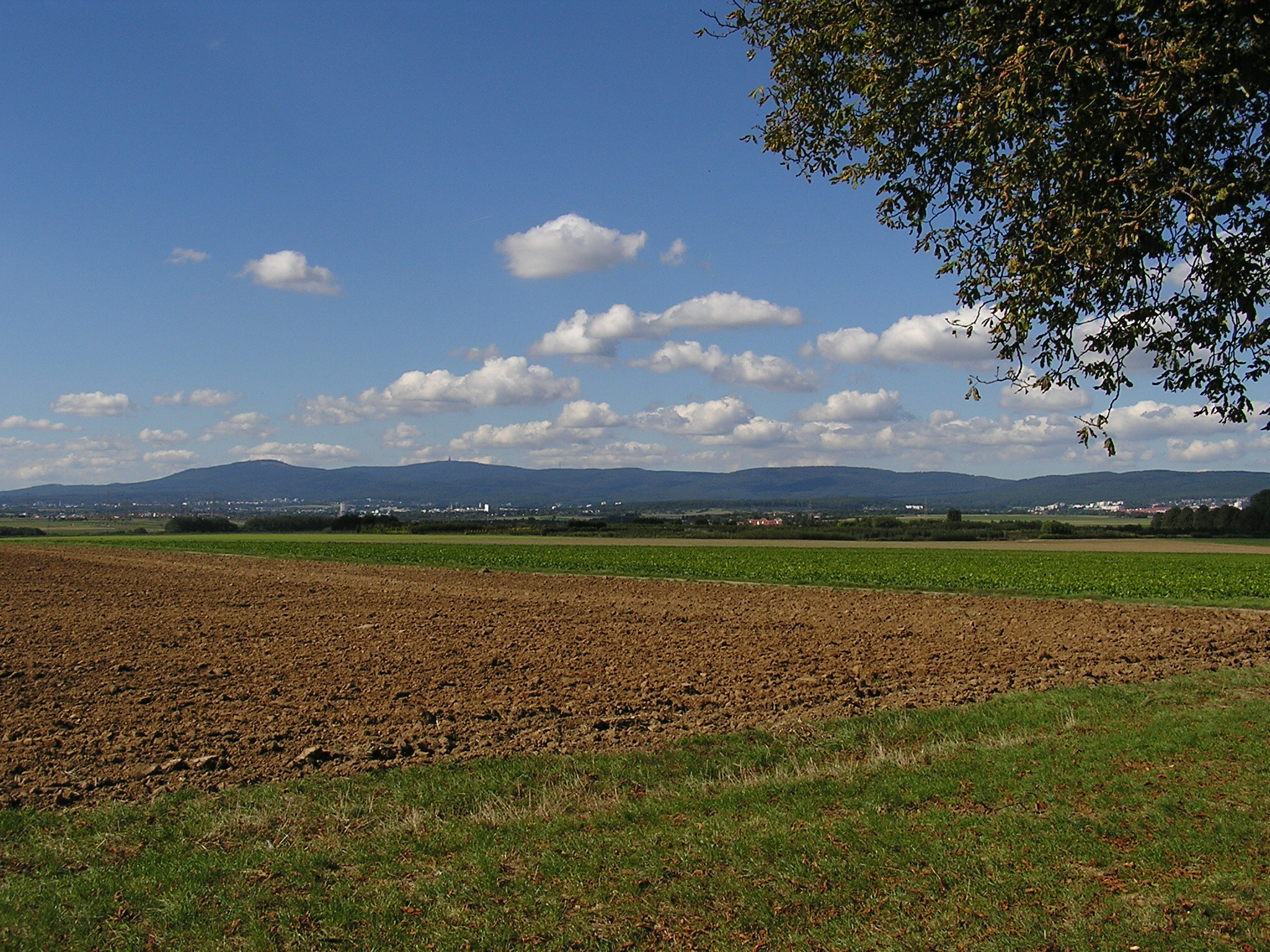
Der Hohe Taunus von Südosten (Blick aus der Wetterau bei Karben)

Eine gute Fernsicht entsteht besonders oft, wenn kräftige Nordwestwinde außerhalb des Winters über den Taunus blasen, dann ist nach Süden das Gelände bis in 150 km Entfernung einsehbar. Die Niederschläge, die hier im Gegensatz zum Vordertaunus kein Sommermaximum erreichen, fallen im Winter häufig in Form von Schnee und bedecken den Hochtaunus. Grundlegendes Klimaelement hierfür ist die Temperatur, die aufgrund des vertikalen Temperaturgradienten von im Mittel 0,6 °C pro 100 m um 3 bis 4 °C geringer ist als in den Niederungen. Durch die Schneedecke ist wiederum eine höhere Albedo bedingt, so dass die Sonnenenergie im Frühjahr, wenn weiter unten schon der Frühling eingeläutet ist, zunächst zum Schmelzen des Schnees benötigt wird und der Boden erst anschließend aufgeheizt werden kann.
Die mittlere Jahresmitteltemperatur beträgt im Hohen Taunus 5,5 bis 7,5 °C, im Feldberggebiet mit 5,5 °C der niedrigste Wert. Der mittlere Jahresniederschlag liegt bei etwa 800 bis 1000 mm. Im westlichen Hohen Taunus (Rheingaugebirge u. Wiesbadener Hochtaunus) liegt der Wert bei 800 bis 900 mm. Im östlichen Hohen Taunus (Winterstein-Taunuskamm) schwächt sich der Jahresniederschlag bereits auf 800 mm ab. Die 1000 mm Marke wird lediglich auf den höchsten Gipfeln des zentralen Hohen Taunus (Feldberg-Taunuskamm), dem Großen Feldberg, Kleinen Feldberg und dem Altkönig, erreicht.

## Berge
Zu den höchsten Bergen des Hohen Taunus gehören:

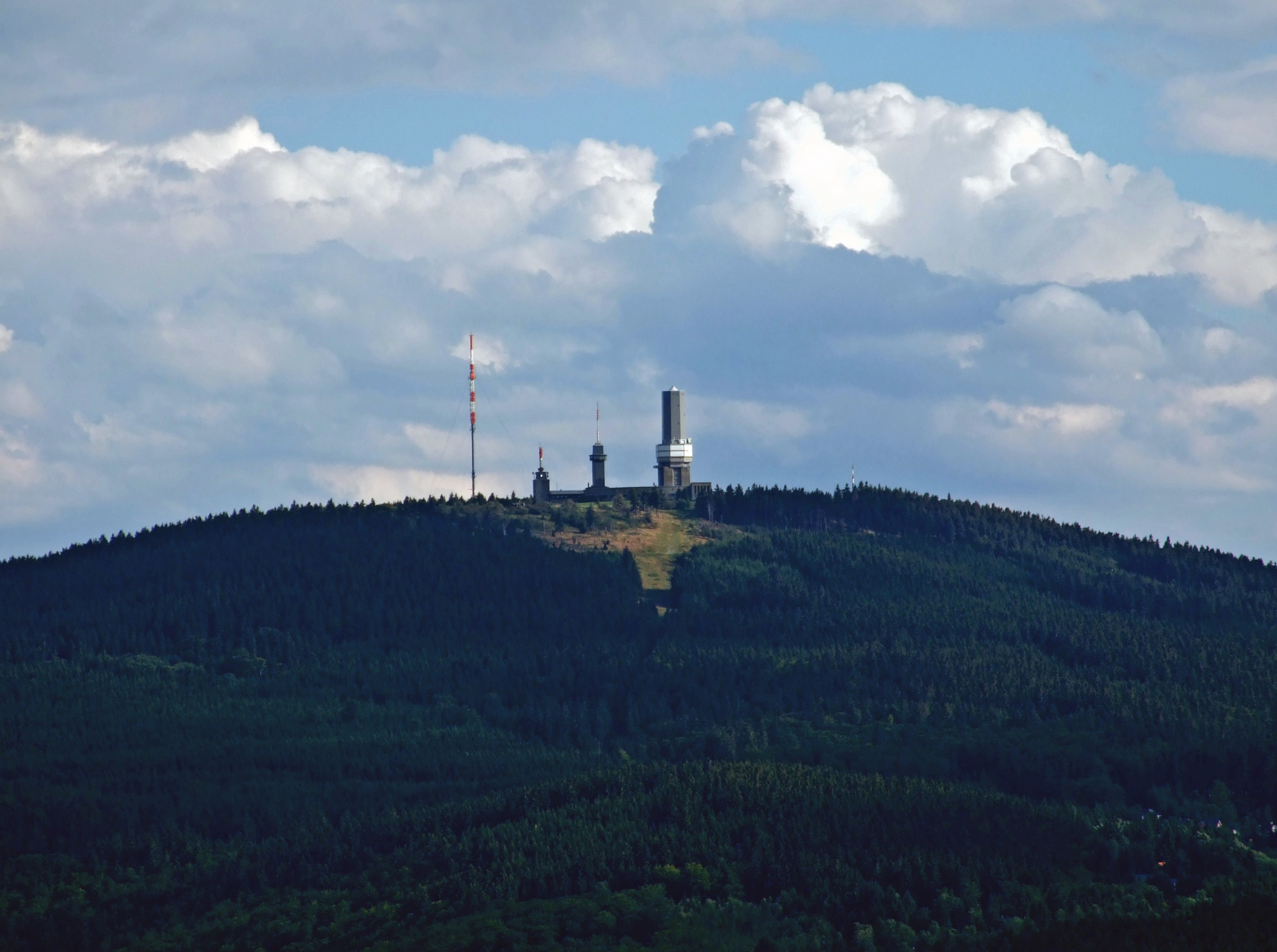
Großer Feldberg

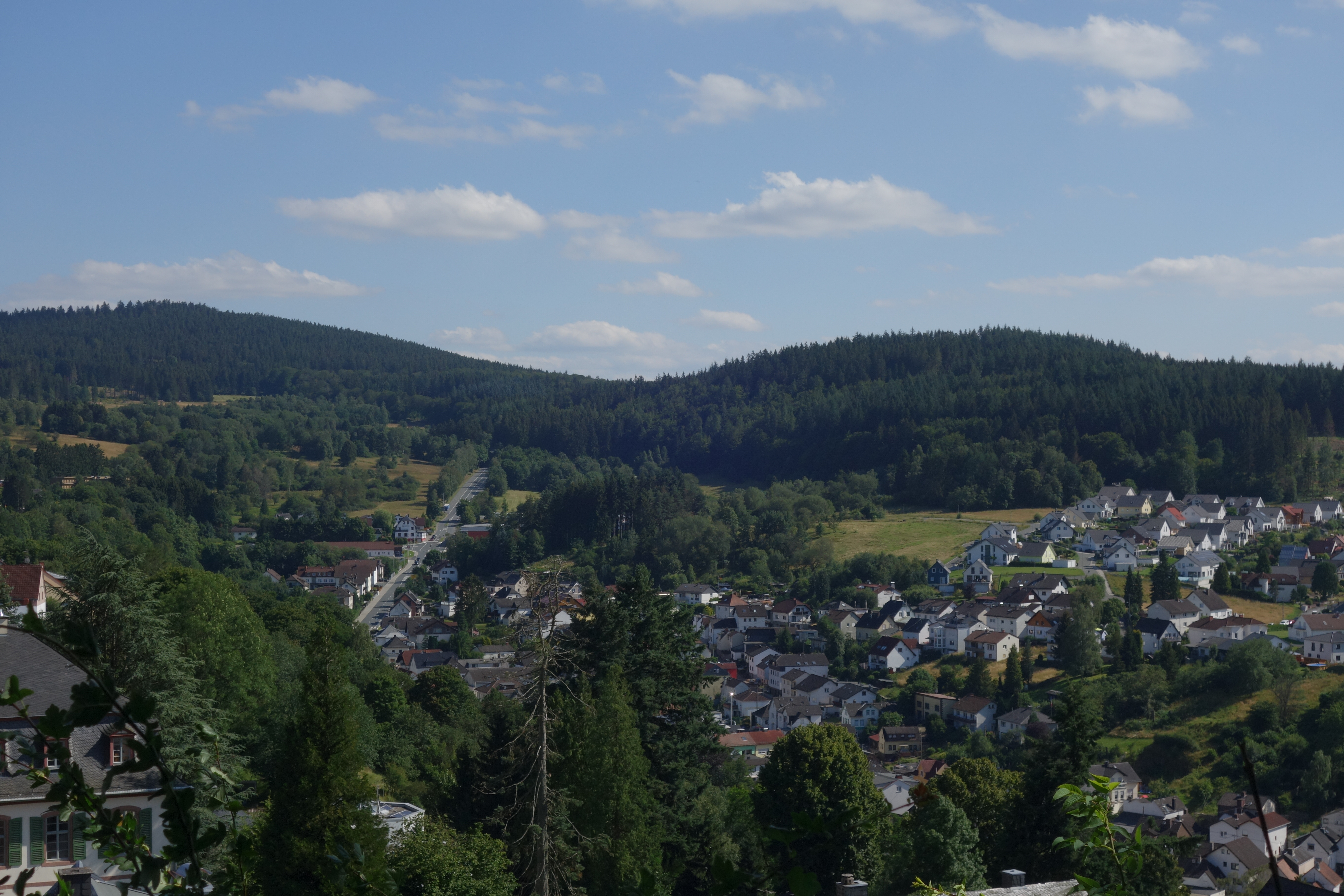
Kleiner Feldberg (links) und Weilsberg (rechts) über Niederreifenberg

Name, Höhe in Meter (m) über Normalhöhennull (NHN; wenn nicht anders genannt laut ), Lage (Naturraum)
- Großer Feldberg (879 m), Feldberg-Taunuskamm[4]
- Kleiner Feldberg (825,2 m), Feldberg-Taunuskamm
- Altkönig (798,2 m), Feldberg-Taunuskamm
- Glaskopf (686,8 m), Feldberg-Taunuskamm
- Kolbenberg (684,0 m), Feldberg-Taunuskamm
- Klingenkopf (682,7 m), Feldberg-Taunuskamm
- Roßkopf (635–640 m), Feldberg-Taunuskamm
- Eichkopf (620,2 m), Feldberg-Taunuskamm
- Kalte Herberge (619,3 m), Rheingaugebirge
- Hohe Wurzel (617,9 m), Wiesbadener Hochtaunus

## Ortschaften

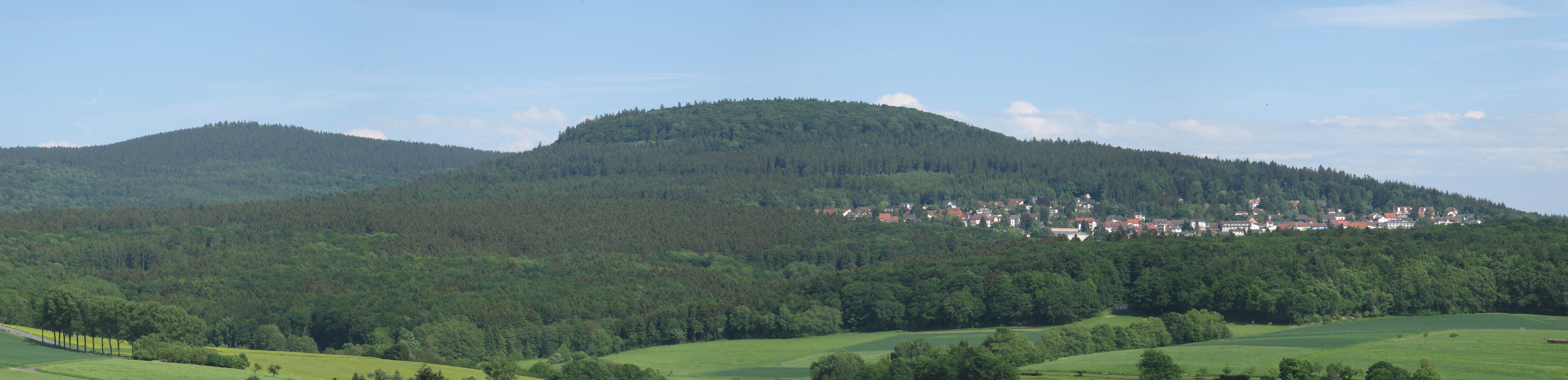
Glaskopf mit Glashütten, links dahinter der Kleine Feldberg

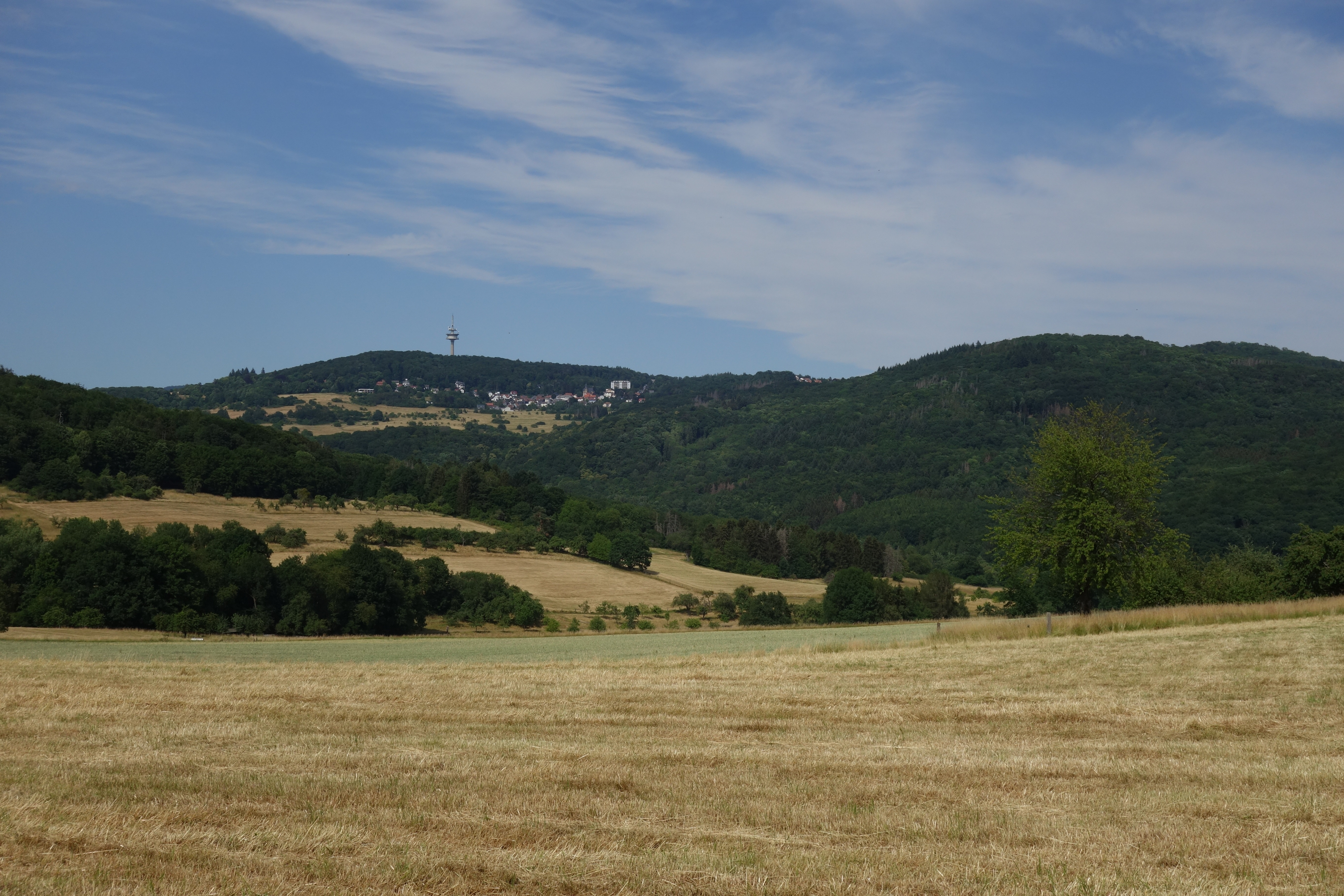
Atzelberg samt Fernmeldeturm bei Eppenhain (links); die Rossert-Nebenkuppe Hainkopf (rechts) zählt bereits zum Vordertaunus

Zu den Ortschaften am und im Hohen Taunus gehören:
| - Aulhausen - Bärstadt - Ehlhalten - Eppenhain - Georgenborn - Glashütten | - Hausen vor der Höhe - Hof Mappen - Königshofen - Niedernhausen - Oberjosbach - Ruppertshain | - Schlangenbad - Schloßborn - Seitzenhahn - Stephanshausen - Wambach |